# Марселлен, Раймон
Раймо́н Марселле́н (фр. Raymond Marcellin; 19 августа 1914, Сезанн — 8 сентября 2004, Париж) — французский политик, министр внутренних дел (1968—1974).

## Биография
Родился 19 августа 1914 года в Сезанне, сын банкира. Изучал право в Страсбурге и в Париже.

### Начало политической карьеры
В ноябре 1946 года избран в Национальное собрание Франции от департамента Морбиан, примкнув сначала к Республиканской партии свободы, а позднее войдя во фракцию Республиканского действия. В 1951, 1956 и 1958 годах был переизбран как независимый, представляя избирательный округ города Ван. В 1953 году избран депутатом генерального совета департамента Морбиан от кантона Сарзо. В 1948—1949 годах являлся младшим государственным секретарём по внутренним делам в правительстве Анри Кёя, далее занимал должность государственного секретаря: промышленности и торговли в кабинете Бидо (1950 год), канцелярии правительства в кабинетах Фора и Пине (1952 год), а также государственной службы и административной реформы в правительстве Гайяра (1957—1958 годы). В 1951—1952 годах работал в представительстве Франции при ООН.
В 1962 году избран в парламент второго созыва, но 7 января 1963 года прервал мандат ввиду назначения в правительство.
С 1965 по 1977 год являлся мэром города Ван.

### Работа в национальных правительствах
16 мая 1962 года в ходе серии перестановок в первом правительстве Жоржа Помпиду получил портфель министра общественного здравоохранения и населения.
6 декабря 1962 года при формировании второго правительства Помпиду сохранил прежнюю должность.
8 января 1966 года второе правительство Помпиду ушло в отставку, и в тот же день при формировании третьего кабинета того же политика Марселлен был назначен министром промышленности.
7 апреля 1967 года назначен в только что сформированном четвёртом правительстве Помпиду младшим министром при премьер-министре, ответственным за планирование и развитие территорий.
В октябре 1967 года избран председателем отделения Федерации независимых республиканцев, созданного в Бретани.
31 мая 1968 года президент Де Голль по возвращении из тайной поездки в Баден-Баден назначил Марселлена министром внутренних дел после отставки Кристиана Фуше в разгар леворадикальных молодёжных волнений. При новом министре было получено дополнительное финансирование, численность полицейских в Париже доведена до 50 тысяч человек и было создано разведывательное подразделение для проверки потенциально опасных организаций. Коммунистическая лига и ряд других организаций были запрещены, как и крайне правая группировка «Новый порядок». Сменивший Де Голля президент Помпиду оставил Марселлена в прежней должности, хотя методы его работы периодически вызывали общественные протесты, в том числе со стороны профсоюзов полицейских. В 1971 году он добился проведения через парламент «закона против погромщиков», в соответствии с которым ответственность за беспорядки автоматических возлагалась на всех участников общественно-политического мероприятия. В 1974 году в числе незаконных действий полиции был обнародован факт установки группой полицейских под видом сантехников прослушивающей аппаратуры в редакции сатирического еженедельника «Канар аншене» с целью выявления источников компрометирующей информации на должностных лиц, публикуемой изданием.
С 1 марта по 27 мая 1974 года Марселлен, обменявшись портфелями с Жаком Шираком, являлся министром сельского хозяйства и развития сельских районов в третьем правительстве Мессмера (28 мая его сменил Кристиан Бонне), после чего больше никогда не работал в правительстве.

### Окончание политической карьеры
22 сентября 1974 года избран в Сенат Франции от департамента Морбиан, но 21 июня 1981 года сдал мандат ввиду избрания депутатом Национального собрания.
С 1978 по 1986 год — председатель регионального совета Бретани.
Со 2 июля 1981 года до 21 апреля 1997 года полностью отработал мандаты депутата парламента с седьмого по десятый созыв.
Впервые избранный депутатом генерального совета департамента Морбиан от кантона Сарзо в 1953 году, неизменно переизбирался, непрерывно сохраняя мандат до 1998 года (при этом с 1964 года постоянно оставался председателем совета).
Скончался 8 сентября 2004 года в Париже.

## Книги
- Общественный порядок и революционные группы / L’Ordre public et les groupes révolutionnaires, éditions Plon, Paris, 1968
- Раздражающая правда: десять лет после мая 68-го, министр внутренних дел говорит / L’Importune Vérité — Dix ans après mai 68, un ministre de l’Intérieur parle, éditions Plon, Paris, 1978
- Политическая война / La Guerre politique, éditions Plon, Paris, 1985
- Опыт власти / L’Expérience du pouvoir, éditions La Table ronde, Paris, 1990